# Sophie Petersen
Sophie Clausine Petersen, née le 15 février 1885 à Copenhague et morte le 11 octobre 1965 à Bagsværd, est une géographe, pédagogue, exploratrice, photographe, conférencière et écrivaine danoise. Elle fait partie des premières géographes de son pays. Sophie Petersen est connue pour son travail d'enseignante, pour ses nombreux voyages autour du monde et ses ouvrages coloniales très populaires à l'époque. Personnalité danoise qui s'exprime régulièrement à la radio et dans la presse, photographe accomplie, elle est surnommée « Hele Danmarks Sophie (La Sophie du Danemark) » et  « Danmarks – maaske Verdens – mest berejste Kvinde (La femme ayant le plus voyagé au Danemark – peut-être au monde) ».

## Biographie
Sophie Petersen grandit à Copenhague, où son père dirige une entreprise de café, et étudie à l'école de la pédagogue réformiste Natalie Zahle,. L'une de ses enseignantes préférées est Henriette Skram (sv), qui expérimente des méthodes pédagogiques modernes comme l'interdisciplinarité. En 1905, Sophie Petersen obtient son Hochschulreife (de), le diplôme d'entrée à l'université. Ses excellents résultats lui permettent d'obtenir des bourses et elle étudie l'histoire naturelle, la géographie avec une majeure en géologie à l'Université de Copenhague, obtenant son diplôme en 1911 en tant que candidatus magisterii (da), soit un niveau Master,. Avec sa camarade Else Bartholin, elles sont les premières femmes à obtenir ce diplôme avec cette combinaison de matières.

### Carrière

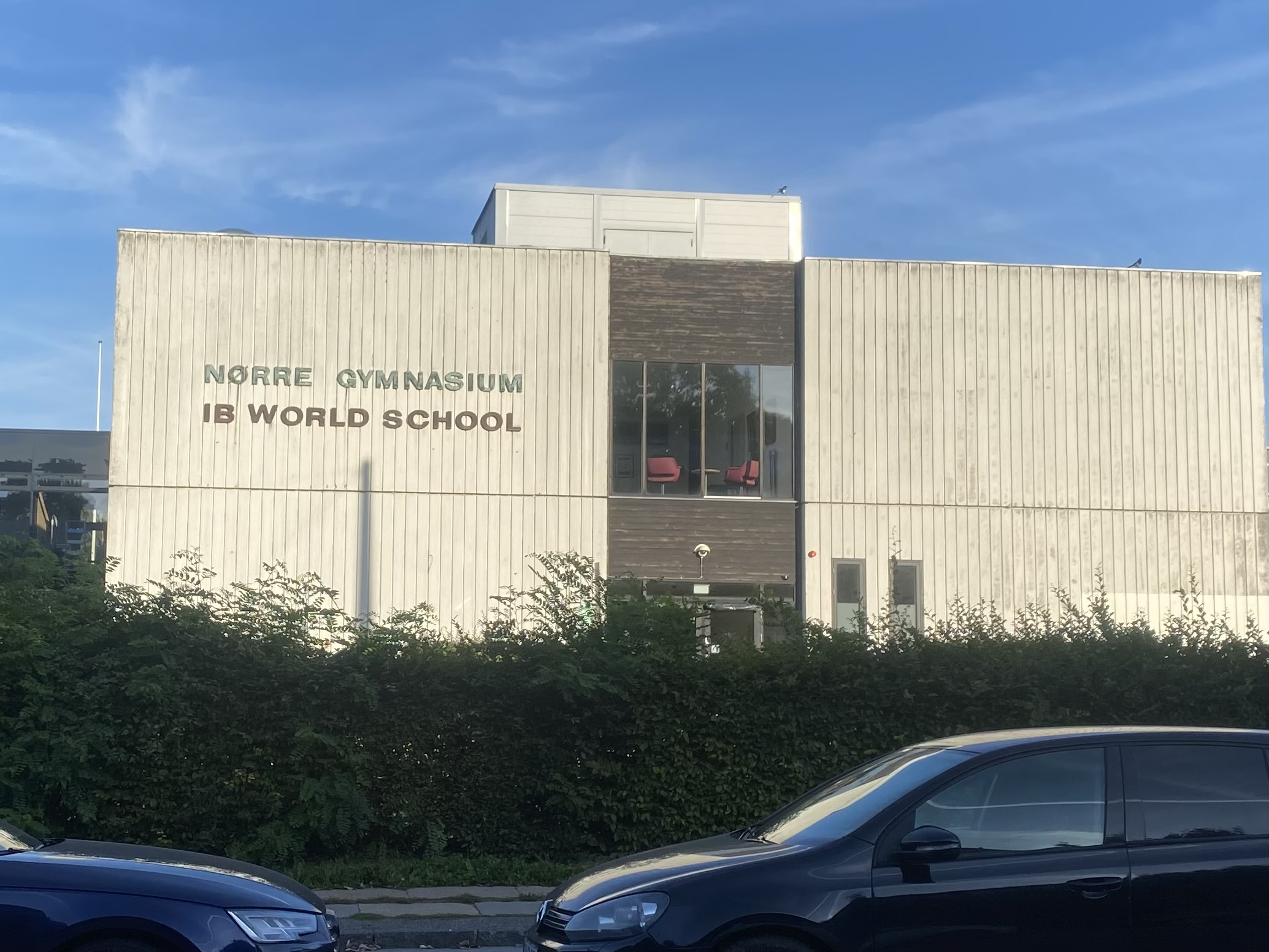
Le Nørre Gymnasium aujourd'hui.

Elle enseigne dans plusieurs écoles privées pour filles et au séminaire de Natalie Zahle de 1911 à 1920. De 1920 à 1955, elle travaille comme chargée de cours au Nørre Gymnasium (da) de Copenhague. De 1935 à 1949, elle est censeur pour la géologie dans les examens scolaires (Embedseksamen (da)). De 1917 à 1959, elle est responsable de l'enseignement scolaire d'hygiène et de santé pour l'examen d'institutrice spécialisée dans les écoles de filles.
Elle donne également des conférences dans des associations et, dès la fin des années 1920, réalise des interventions à la radio.

### Engagement associatif
Sophie Petersen est membre de la Dansk geologisk forening (Association géologique danoise) de 1919 à 1922, du 
Østgrønlandskomiteen (Comité de l'Est du Groenland) en 1924, de la Dansk cyklist forbund (Association danoise des cyclistes) de 1926 à 1935 et de la Den danske Pigeskole (L'école danoise pour filles) de 1942 à 1953.

Sophie Petersen (de face, tête baissée) en présence d'Inuits.

Elle est également membre correspondante de la Society of Woman Geographers de Washington.

### Fin de vie
En 1955, à 70 ans, après 35 ans d'enseignement en lycée, Sophie Petersen prend sa retraite mais continue à voyager. Elle meurt le 11 octobre 1965 et est enterrée au cimetière Garnison (da) à Copenhague. Dans son testament, elle réserve une bourse annuelle à décerner à la personne major du Nørre Gymnasium.

## Travaux

### Géographie scolaire
Sophie Petersen a publié de nombreux manuels, dont notamment des révisions de l'ouvrage de référence du géographe Carl Christian Christensen (da), Geografi for Mellemskolen (Géographie pour le collège). Ses propres ouvrages traitent de ses spécialités, comme Geologi. Lærebog for Gymnasiet (Géologie. Manuel pour le Gymnasium) publié en 1917 ou Plantelivets og Dyrelivets Udvikling gennem Jordperioderne (Le développement de la vie végétale et de la vie animale à travers les périodes terrestres) en 1937.

### Activité d'éditorialiste
Tout au long de sa vie, Sophie Petersen écrit régulièrement dans la presse de son pays, rédigeant articles, chroniques et éditoriaux ayant aussi bien trait à la littérature, à l'éducation et aux débats politiques. Excellente vulgarisatrice, elle est l'une des premières femmes à donner des conférences à la radio danoise. Cette popularité lui vaut le surnom de « Hele Danmarks Sophie (La Sophie du Danemark) ».

### Voyage et écriture
Chaque été, et toujours seule à partir de 1914, elle entreprend de nombreux voyages autour du monde. Ses observations personnelles et ses photographies constituent la base de ses conférences et de sa production littéraire ; elle est décrite comme une personne énergétique, une photographe accomplie et une conteuse exceptionnelle. Elle fait le choix d'utiliser plusieurs moyens de transport ; en 1935, elle a ainsi volé d'Allemagne au Brésil dans un zeppelin.
Sophie Petersen est surtout connue pour ses voyages dans les anciennes colonies tropicales danoises. Elle écrit son œuvre principale Danmarks gamle Tropekolonier (Les anciennes colonies tropicales du Danemark) pendant l'occupation allemande du Danemark, lorsque les possibilités de voyage étaient très limitées. Il est publié en 1946 et s'écoule en un mois. Avec l'ouvrage en plusieurs volumes Vore gamle Tropekolonier (Nos anciennes colonies tropicales), il a longtemps été l'une des publications les plus influentes sur l'histoire coloniale danoise,. Elle y présente une vision exotique et positive de la colonisation et ambivalente de la traite négrière,. Dans le contexte historique de l'époque où le Danemark est un petit pays, Sophie Petersen y développe une vision du Danemark qui continue à marquer le monde grâce à ses anciennes colonies,. Elle met en valeur l'attitude des colons danois, tolérants, justes et attentionnés envers les autochtones, pour mieux les comparer avec les autres peuples colonisateurs,. Ce récit de la colonisation danoise, vue après la vente de la dernière colonie comme humaniste, a par la suite une profonde incidence sur la revendication du Groenland et encore actuellement sur la « mélancolie post-coloniale »,. Ces productions, très populaires, lui valent le titre de « Danmarks – maaske Verdens – mest berejste Kvinde (La femme ayant le plus voyagé au Danemark – peut-être au monde) ».
Elle est la première femme naturaliste à se rendre seule au Groenland. Elle en ramène des photos et des témoignages qui lui serviront pour ses conférences à travers le monde.

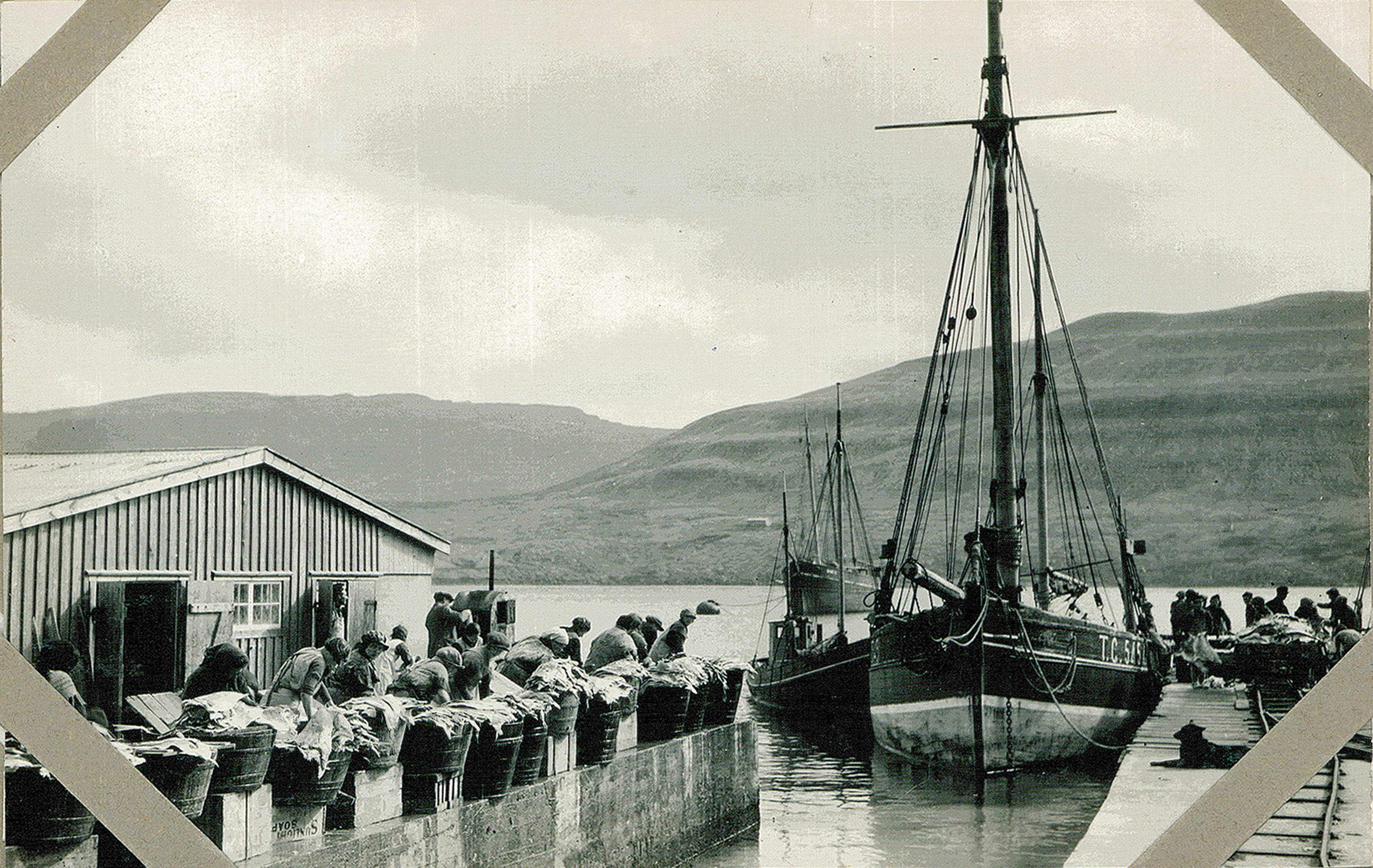
Navires de pêche féroïens photographiés par Sophie Petersen.

Elle publie tout au long de sa vie des livres et des manuels sur ses voyages aux îles Féroé, en Islande, en Birmanie, en Australie, en Éthiopie, au Mexique, au Guatemala, dans les Andes et au Nigeria.

## Héritage
Dans son testament, elle réserve une bourse annuelle à décerner à la personne major du Nørre Gymnasium.
Ses archives, pour partie numérisées, ont été données à la Société royale de géographie du Danemark et sont conservées au Musée national du Danemark.

## Hommages et distinctions
- Bourse Natalie Zahles en 1926[2] ;
- Chevalier de l'ordre de Dannebrog en 1953[2] ;
- Bourse de voyage Tagea Brandt Rejselegat en 1957[2].

## Publications

### Ouvrages
- (da) Sophie Peterson, Geologi. Lærebog for Gymnasiet [« Géologie. Manuel pour le Gymnasium »], 1917
- (da) Sophie Petersen, Grønland i Hverdag og Fest [« Le Groenland dans la vie quotidienne et les fêtes »], 1928
- (da) Sophie Petersen, Færøerne [« Îles Féroé »], 1930
- (da) Sophie Petersen, Island, 1931
- (da) Sophie Petersen, Paa Cykle gennem Danmark [« A vélo à travers le Danemark »], 1931
- (da) Sophie Petersen, Østgrønland [« Est du Groenland »], 1933
- (da) Sophie Petersen, Siam, 1934
- (da) Sophie Petersen, Danmark i det Fjerne [« Le Danemark vu de loin »], 1934
- (da) Sophie Petersen, Vandrebogen [« Carnet de randonnée »], 1936
- (da) Sophie Petersen, Plantelivets og Dyrelivets Udvikling gennem Jordperioderne [« Le développement de la vie végétale et de la vie animale à travers les périodes terrestres »], 1937
- (da) Sophie Petersen, En Flyvetur til Australien [« Un vol vers l'Australie »], 1939
- (da) Sophie Petersen, Danmarks gamle Tropekolonier [« Anciennes colonies tropicales du Danemark »], 1946
- (da) Sophie Petersen, Vore gamle tropekolonier [« Nos anciennes colonies tropicales »], 1948(da) Sophie Petersen, Et besøg i Nigeria [« Une visite au Nigéria »], 1952

### Articles
- (da) Sophie Petersen, « Et Besøg paa Orknøerne » [« Une visite aux îles Orcades »], Geografisk Tidsskrift,‎ 1924, p. 63–67 (lire en ligne  [PDF])
- (da) Sophie Petersen, « Hawajii-Øerne » [« Îles hawaïennes »], Geografisk Tidsskrift,‎ 1927, p. 117–128 (lire en ligne  [PDF])
- (da) Sophie Petersen, « Gennem Kaukasus » [« A travers le Caucase »], Geografisk Tidsskrift,‎ 1929, p. 23–31, 153–159 (lire en ligne  [PDF])
- (da) Sophie Petersen, « Det døde Hav » [« La mer Morte »], Geografisk Tidsskrift,‎ 1930, p. 198–208 (lire en ligne  [PDF])
- (da) Sophie Petersen, « Fjældskreddet i Arth-Goldau » [« Le glissement de terrain à Arth-Goldau »], Geografisk Tidsskrift,‎ 1930, p. 60–64 (lire en ligne  [PDF])
- (da) Sophie Petersen, « Med Murmanskbanen til Ishavet » [« Avec le chemin de fer de Mourmansk vers l'océan Arctique »], Geografisk Tidsskrift,‎ 1931, p. 223–228 (lire en ligne  [PDF])
- (da) Sophie Peterson, « Mandshukoo » [« Mandchoukouo »], Geografisk Tidsskrift,‎ 1933, p. 120–122 (lire en ligne  [PDF])
- (da) Sophie Petersen, « Mellem Indien og Afghanistan » [« Entre l'Inde et l'Afghanistan »], Geografisk Tidsskrift,‎ 1933, p. 44–52 (lire en ligne  [PDF])
- (da) Sophie Petersen, « Kunstig Vandingskultur i Argentina » [« Culture d'irrigation artificielle en Argentine »], Geografisk Tidsskrift,‎ 1936, p. 1–10 (lire en ligne  [PDF])
- (da) Sophie Petersen, « I den syriske Ørken » [« Dans le désert syrien »], Geografisk Tidsskrift,‎ 1934, p. 144–149 (lire en ligne  [PDF])
- (da) Sophie Petersen, « I en gammel dansk Koloni » [« Dans une ancienne colonie danoise »], Geografisk Tidsskrift,‎ 1941, p. 118–128 (lire en ligne  [PDF])
- (da) Sophie Petersen, « Fra Potosi til Kinakysten » [« De Potosi à la côte chinoise »], Geografisk Tidsskrift,‎ 1952, p. 242–254 (lire en ligne  [PDF])